# Flughafen Neubrandenburg

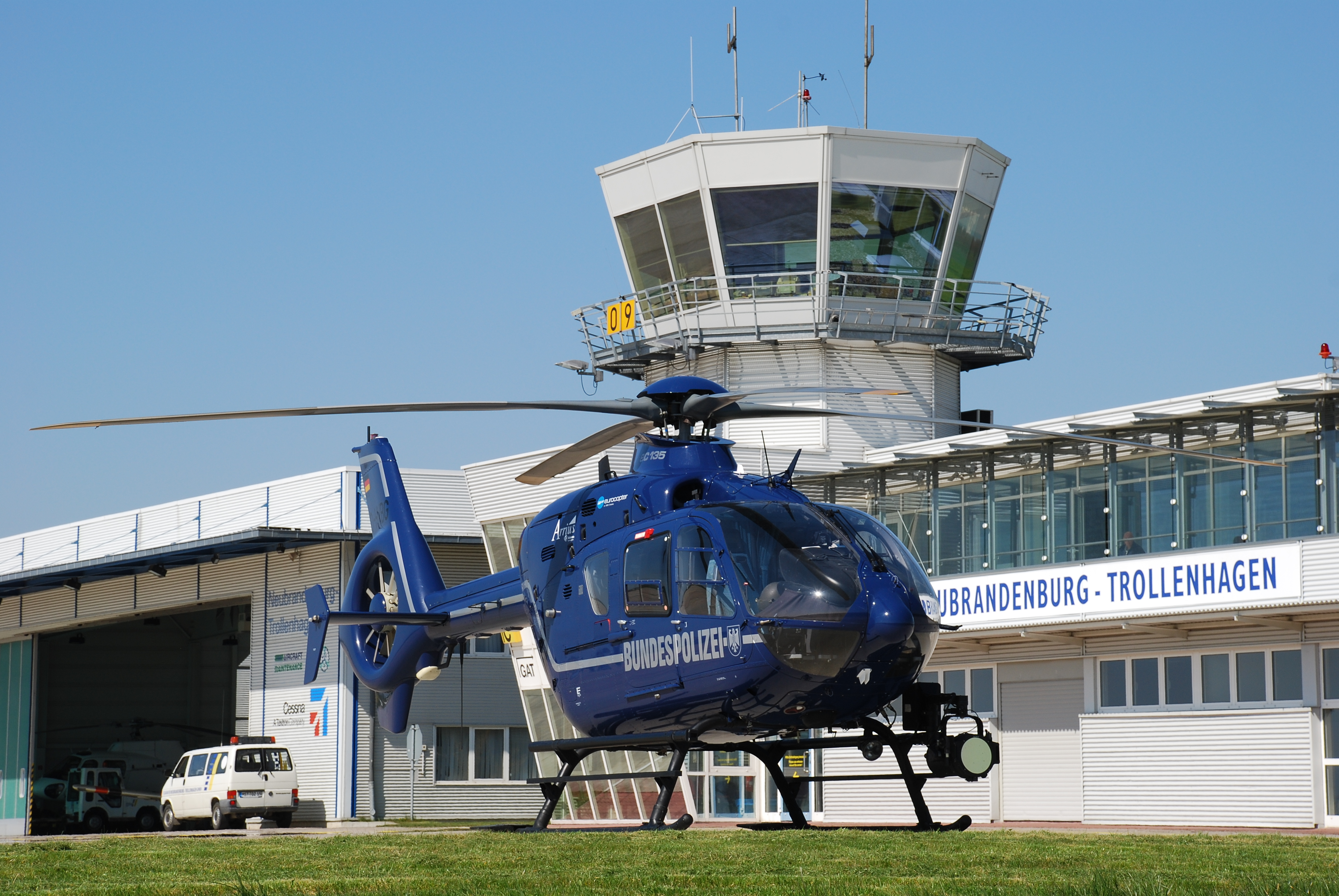
Hubschrauber der Bundespolizei, im Hintergrund der Tower

i7
i11
i13
Der Flughafen Neubrandenburg (auch: Flughafen Neubrandenburg-Trollenhagen, (IATA-Code: FNB, ICAO-Code: EDBN)) ist ein deutscher Flugplatz und liegt in Trollenhagen, sechs Kilometer nordöstlich von Neubrandenburg in Mecklenburg-Vorpommern. Er wurde 1934 als Militärflughafen errichtet und zuletzt noch bis 2013 von der Bundeswehr als Fliegerhorst Trollenhagen betrieben. Seit 1993 wurde er durch eine Flughafengesellschaft auch zivil mitgenutzt, nach dem Ende der militärischen Nutzung übernahm die Flughafengesellschaft den vollständigen Betrieb.
Seit dem 6. März 2014 ist Neubrandenburg ein rein ziviler Flugplatz, der zunächst nur für Sichtflüge (VFR) zugelassen war, da die Instrumentenflugverfahren (IFR) der Bundeswehr am gleichen Tag außer Kraft gesetzt und aus dem Luftfahrthandbuch (AIP) entfernt wurden. Am 2. April 2014 wurde dann der IFR-Flugbetrieb auf der Basis eines Luftraum G mit einer RMZ (Radio Mandatory Zone) wieder aufgenommen. Pro Anflugrichtung ist ein RNAV-Anflugverfahren auf der Basis des europäischen EGNOS-Systems eingerichtet.

## Fluggesellschaften und Ziele
Seit 2010 finden keine Linien- oder Charterflüge statt, er dient der allgemeinen Luftfahrt.

## Anfahrt
Der Flughafen liegt nahe der ehemaligen B 96, heute Landesstraße L 35. Die Zufahrt zum zivilen Teil des Flughafens erfolgt dabei von Norden her über die Flughafenstraße im Gemeindegebiet von Trollenhagen, die ehemaligen militärischen Dienststellen des Fliegerhorstes sind hingegen nur von der Südstraße in Neubrandenburg aus zu erreichen. Eine eingeschränkte Nahverkehrsanbindung des zivilen Terminals besteht mit den Bussen der MVVG, Haltestelle Trollenhagen Dorf (dann Fußweg).

## Geschichte

### 1933–1945
1932 rief der Vorsitzende des örtlichen Turnvereins Friedrich Ludwig Jahn die Neubrandenburger Segelflieger-Abteilung ins Leben. 1932 beschaffte der Verein ein neues Segelflugzeug; die populäre Sportfliegerin Elly Beinhorn taufte es auf den Namen „Dörchläuchting“.
Das NS-Regime begann bald nach der Machtergreifung 1933 mit Vorbereitungen zur Aufrüstung der Wehrmacht.
1933 wurde mit dem Bau des Militärflugplatzes (Fliegerhorst) begonnen; er wurde im April 1934 von
Reichswehrminister Werner von Blomberg eingeweiht.
Im Friedensvertrag von Versailles war festgelegt, dass das Deutsche Reich keine Luftstreitkräfte haben durfte; der Fliegerhorst wurde deshalb als „Lager der Luftverkehr Pommern GmbH“ getarnt. Er wurde bis ins Jahr 1942 sukzessive weiter ausgebaut; seit 1936 war dort das Kampfgeschwader 152 stationiert. Von 1939 bis Kriegsende nutzte die Flugzeugführerschule (C)5 den Platz. 1940/41 wurde die Start- und Landebahn betoniert.
Im Zweiten Weltkrieg entstand im östlichen Teil ein Zweigwerk der Focke-Wulf GmbH.
Im Zuge des „Jägerbauprogramms“ ab März 1944 begann die auf dem Fliegerhorst ansässige „Focke-Wulf Flugzeugbau GmbH“ mit der Fertigung des Jagdflugzeugs FW 190A. Auch die Arado Ar 234 wurde in Trollenhagen montiert und eingeflogen.
Im Jahr 1944 wurde der Flugplatz dreimal von der  US Air Force angegriffen, was erhebliche Schäden verursachte:
Am 20. Juni 1944 beschossen Tiefflieger mit ihren Bordwaffen den Fliegerhorst. Am 25. August und 6. Oktober 1944 griffen 180 Flugzeuge der US Air Force an. Sie warfen 345 Tonnen Bomben (1190 Sprengbomben und 600 Brandbomben) ab.
Am 29. April 1945 wurde das Gelände von der Roten Armee besetzt und in den folgenden Monaten kurzzeitig von verschiedenen Einheiten der sowjetischen Luftstreitkräfte genutzt. Nach Kriegsende diente der Flugplatz als Internierungslager. Die vorhandenen Maschinen wurden demontiert und in die UdSSR verbracht; die Werksanlagen wurden gesprengt.
Die folgende Tabelle zeigt eine Auflistung ausgesuchter fliegender aktiver Einheiten (ohne Schul- und Ergänzungsverbände) der Luftwaffe der Wehrmacht, die hier zwischen 1938 und 1945 stationiert waren.
| Von            | Bis            | Einheit                                                       | Ausrüstung                                   |
| -------------- | -------------- | ------------------------------------------------------------- | -------------------------------------------- |
| Januar 1936    | April 1939     | Stab, I./KG 152 (Stab und I. Gruppe des Kampfgeschwaders 152) | Dornier Do 23, Junkers Ju 86, Heinkel He 111 |
| April 1937     | Mai 1937       | IV./KG 152                                                    | Junkers Ju 52/3m                             |
| Mai 1939       | September 1939 | Stab/KG 1                                                     | Heinkel He 111H                              |
| September 1939 | September 1939 | II./KG 1                                                      | Heinkel He 111H                              |
| März 1945      | März 1945      | I./JG 3 (I. Gruppe des Jagdgeschwaders 3)                     | Messerschmitt Bf 109G, Messerschmitt Bf 109K |
| April 1945     | April 1945     | Teile der III./SG 1 (III. Gruppe des Schlachtgeschwaders 1)   | Focke-Wulf Fw 190A, Henschel Hs 123          |

### Bis 1990
Ab 1949 begannen die sowjetischen Streitkräfte wiederum mit dem Auf- und Ausbau unter Einbeziehung der Reste noch vorhandener Infrastruktur. Die Ost-West-Startbahn wurde in westlicher Richtung verlängert, die Nord-Süd-Bahn zurückgebaut. Im selben Jahr begann eine knapp dreijährige Nutzung durch das sowjetische 899. Jagdfliegerregiment. 1953/1954 wurden weitere Jagd- und Transportfliegereinheiten nach Neubrandenburg verlegt.
1956 wurde nach Gründung der NVA der Flugplatz an die Luftstreitkräfte der DDR übergeben. Von 1961 bis 1990 war hier die 3. Luftverteidigungsdivision (3. LVD), das Jagdfliegergeschwader 2 „Juri Gagarin“ (JG-2) zuletzt mit MiG-21-Kampfflugzeugen, das Nachrichten- und Flugsicherungsbataillon 2 (NFB-2), das Nachrichtenbataillon 33 (NB-33) und die Fla-Batterie 2 stationiert. 1962 folgte die Verbindungsfliegerkette 33 (VFK-33). Kurzzeitig lagen 1971/1972 auch IL-28-Bomber der Zieldarstellungskette 33 (ZDK-33) am Platz. Weitere gelegentliche Nutzer waren von Januar bis Dezember 1977 die Aufklärungsfliegerstaffel 31 (AFS-31) aus Preschen sowie von Januar bis November 1985 die 1. Staffel des JG-9 aus Peenemünde. 1965 erhielt Neubrandenburg als erster Flugplatz der LSK/LV eine Flugzeugfanganlage. Der Platz verfügte in den beiden Anflugrichtungen über jeweils zwei ungerichtete Funkfeuer (DDR-Terminologie: Fernfunkfeuer, Nahfunkfeuer), außerdem gab es ein Rundsichtradar und ein Präzisionsanflugradar. Das militärische Rufzeichen lautete DEFEKT.

### Nach der Wiedervereinigung

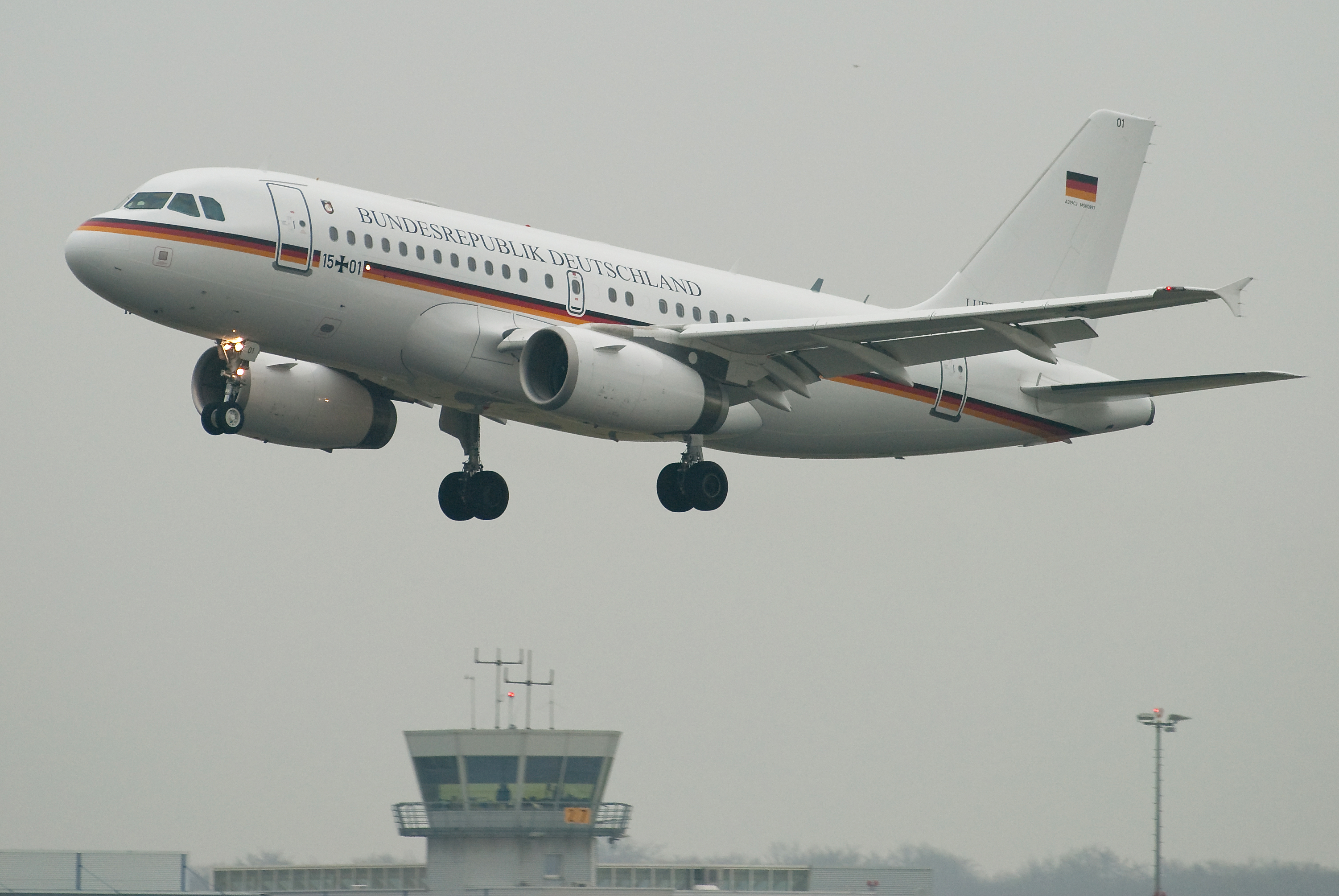
Ein Airbus A319CJ der Luftwaffe startet vom Neubrandenburger Flughafen

Seit 1993 wurde der Flughafen von der Luftwaffe der Bundeswehr als Fliegerhorst und von der Flughafen Neubrandenburg-Trollenhagen GmbH als ziviler Regionalflughafen genutzt. Das zivile Abfertigungsterminal wurde im Jahr 1995 eingeweiht. Als 2007 der Flughafen Rostock-Laage zum G8-Gipfel gesperrt war, wurden alle Flüge hierhin umgeleitet. Auch dient der Landeplatz für Hubschrauber von Polizei, Bundespolizei und Heer. 2006 wurde das seit mehreren Jahren von der heimischen Regio Air dreimal wöchentlich bediente Ziel München eingestellt. 2007 wurde Griechenland mit Einzelflügen angeflogen. Ab Mai 2009 verband die bulgarische Fluggesellschaft Hemus Air den Flughafen einmal wöchentlich mit Warna. Auf Grund geringer Auslastung wurden diese Flüge vorzeitig im gleichen Jahr eingestellt.
Teile der ehemaligen Liegenschaften der 3. LVD der Luftstreitkräfte der Nationalen Volksarmee wurden durch die Bundeswehr übernommen und wurden durch die Luftwaffeninstandhaltungsgruppe 22 des Luftwaffeninstandhaltungsregiments 2 genutzt.

### Nach der militärischen Nutzung

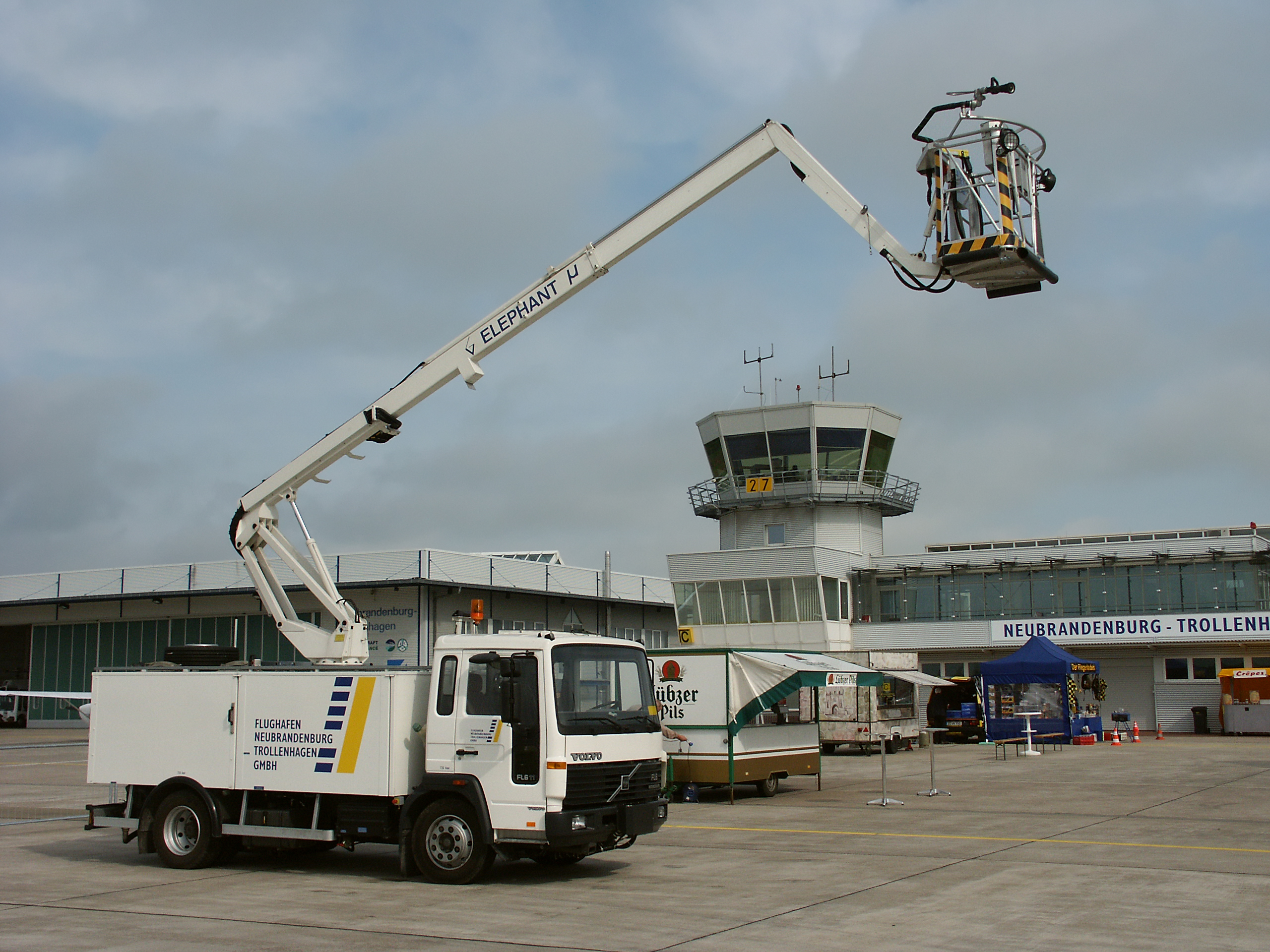
Auf dem Rollfeld des Flughafens, im Hintergrund der Tower

Im September 2013 wurde im Rahmen des Stationierungskonzept 2011 der militärische Teil des Flughafens geschlossen, die letzte Übung fand im Juli des gleichen Jahres statt.
Da der derzeitige Mitnutzungsvertrag ausläuft, sollten die Stadt Neubrandenburg und der Landkreis Mecklenburgische Seenplatte der Bundesanstalt für Immobilienaufgaben melden, ob Interesse am Flughafengelände besteht. Im Januar 2015 wurde verlautbart, dass der Flughafen zivil weitergenutzt werden soll, wie die Gesellschafter Landkreis Neubrandenburg und die Gemeinde Trollenhagen entschieden. Bis Anfang 2016[veraltet] soll der bestehende Gesellschaftervertrag überprüft und angepasst werden, der bislang einen Zuschuss von bis zu 360.000 Euro jährlich vorsieht.